# Prosthetops megacephalus
Prosthetops megacephalus är en skalbaggsart som först beskrevs av Karl Henrik Boheman 1851.  Prosthetops megacephalus ingår i släktet Prosthetops och familjen vattenbrynsbaggar. Inga underarter finns listade i Catalogue of Life.